# NEBMA
ΝΕΒΜΑ est un groupe de hip-hop grec. Il est formé en 1994, et compte en date, six albums.

## Βiographie
En 1993, Nikos Pavlidis et Alexandros Degeikas font la rencontre de Nikos Pavlidis et forment un groupe appelé Mad Caps, signé par Freestyle Productions. Dimitris Kantaris et Nektarios Karayiannis, originaires d'Héliopolis, sont membres de Drama'n'Vinyl. En 1994, les quatre forment NEBMA. En 1997, et après avoir recruté DJ Faid, Freestyle Productions et Wipeout Records sortent leur premier album, Μακριά απ' τη γιορτή, qui comprend deux morceaux, et est produit par BD Foxmoor. La même année, NEBMA quitte Freestyle Productions.
En mai 2012, NEVMA sort le street-album de rue ΝΕΒΜΑ αντιλογίας, disponible en téléchargement libre, via son nouveau site web nevmamusic.com. Leur prochain single est une collaboration avec Reckless et s'intitule All You Need. La chanson est sortie en deux versions, dont une avec le chant Reckless pour la première fois en grec. 2013 avec la sortie du single Παραπολιτικά, publié par Heaven Music en format CD-single ; le journal Parapolitics le nomme « proposition musicale de l'année » le 3 janvier 2014. En février la même année, ils signent un contrat avec le label Front Seat, succursale de Minos EMI, à travers laquelle sont publiés les singles Φαντάσου et Ζωές που δεν χωρίζουν.

## Discographie

### Albums studio
- 1997 : Μακριά απ' τη γιορτή (Freestyle Productions/Wipeout Records)
- 1998 : ΝΕΒΜΑ (Wipeout Records)
- 2000 : Όταν επιστρέψουμε στη γη (Studio II Records)
- 2004 : Απ' αυτούς που λατρεύεις να μισείς (Family the Label/Λύρα)
- 2008 : Ήχος Ανοχής (Family the Label/Universal)
- 2009 : Οίκος Ανοχής The Remixes (Family the Label)
- 2009 : Νεβματικά δικαιώματα (Family the Label/Universal/Def Jam)
- 2012 : Νέβμα Αντιλογίας (Family the Label)